# Калиновка (Красноуфімський міський округ)
Кали́новка (рос. Калиновка) — присілок у складі Красноуфімського міського округу (Натальїнськ) Свердловської області.
Населення — 358 осіб (2010, 402 у 2002).
Національний склад станом на 2002 рік: росіяни — 91 %.